# Bairro da Rainha D. Leonor

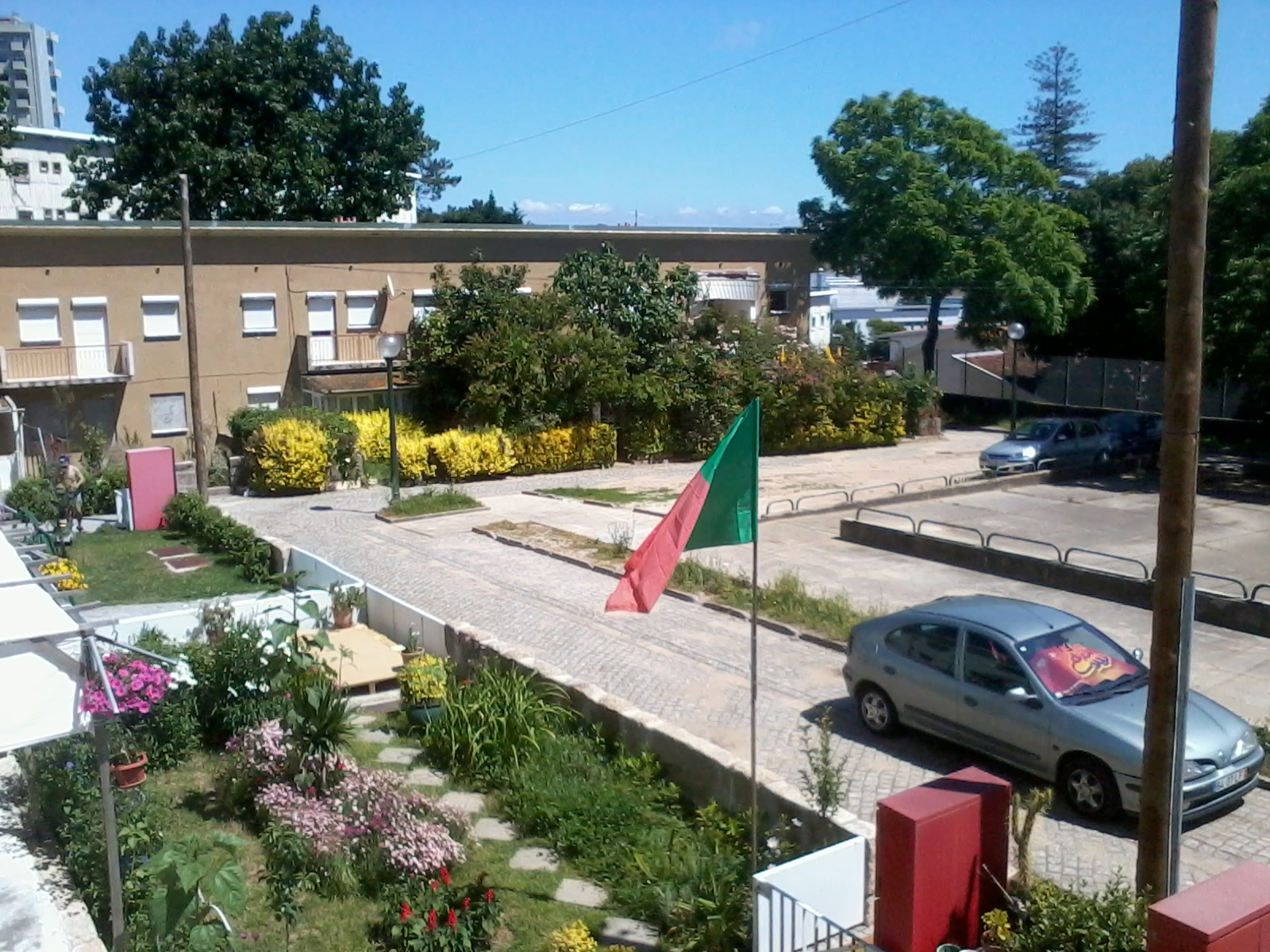
Fotografia de parte do bairro, em 2012.

O Bairro da Rainha D. Leonor, popularmente conhecido por Bairro de Sobreiras, é um bairro de habitação social municipal localizado nas freguesias de Foz do Douro e Lordelo do Ouro, no Porto.
A parte localizada na freguesia da Foz do Douro foi construída no ano de 1953 e é constituída por 150 fogos. A parte construída em 1955 situa-se na freguesia de Lordelo do Ouro é constituída por 5 blocos de habitação plurifamiliar.
Localiza-se perto do Bairro da Pasteleira, tendo como referência os equipamentos públicos do Instituto Português da Juventude (IPJ) e da Piscina e Mata da Pasteleira.

## Requalificação
Em 2005 foi aprovado um projeto de requalificação do bairro. De acordo com o mesmo, foram efetuadas obras nas casas, que, precisavam de ter as suas áreas aumentadas, através da junção de algumas delas. O bairro era constituído por 150 fogos, mas depois de finalizado o projecto, apenas serão 90. Os elementos arquitectónicos e urbanísticos iniciais são mantidos e recuperados, através da manutenção das coberturas, volumes, fachadas, acessibilidades, além de diversos ajustamentos no interior.
Desde o início da reabilitação e até ao final de 2011, cerca de 2,4 milhões de euros foram o investimento camarário no bairro.